# Lago Jabbūl
El Lago Jabbūl (en árabe: سبخة الجبول) es un gran lago salino, tradicionalmente estacional, y concurrente salina a 30 km al sureste de Alepo, Siria, en el barrio de Bab de la gobernación de Alepo. Es el mayor lago natural de Siria y el segundo lago más grande después del artificial Lago Assad. En 2009, el lago cubría unos 100 kilómetros cuadrados (39 millas cuadradas) y se mantuvo relativamente estable. Las salinas son extensas y se pueden ver desde el espacio. El área incluye la Reserva Sabkhat al-Jabbul, un sitio de aves acuáticas protegidas y sitio Ramsar.